# Dwingeloo
Dwingeloo è una località e un'ex-municipalità dei Paesi Bassi situata nella provincia di Drenthe. Soppressa il 1º gennaio 1998, il suo territorio, assieme a quello delle ex-municipalità di Diever, Havelte e Vledder e parte del territorio di Beilen e Ruinen, è andato a formare la nuova municipalità di Westerveld.